# Păulești (Vrancea)
Păulești is een Roemeense gemeente in het district Vrancea.
Păulești telt 2232 inwoners.